# Marie Thusgaard Olsen
Marie Thusgaard Olsen es una deportista danesa que compite en vela en la clase 49er FX.
Ganó tres medallas en el Campeonato Mundial de 49er entre los años 2014 y 2019, y dos medallas de oro en el Campeonato Europeo de 49er, en los años 2013 y 2014.

## Palmarés internacional
| \| Campeonato Mundial \| Campeonato Mundial \| Campeonato Mundial \| Campeonato Mundial \| \| Año \| Lugar \| Medalla \| Clase \| \| ------------------ \| ------------------------ \| ------------------ \| ------------------ \| \| 2014 \| Santander (España) \| Medalla de plata \| 49er FX \| \| 2015 \| Buenos Aires (Argentina) \| Medalla de bronce \| 49er FX \| \| 2019 \| Auckland (Nueva Zelanda) \| Medalla de bronce \| 49er FX \| \| Campeonato Europeo \| \| \| \| \| Año \| Lugar \| Medalla \| Clase \| \| 2013 \| Aarhus (Dinamarca) \| Medalla de oro \| 49er FX \| \| 2014 \| Helsinki (Finlandia) \| Medalla de oro \| 49er FX \| |                          |                   |         |
| Campeonato Mundial |                          |                   |         |
| Año | Lugar                    | Medalla           | Clase   |
| 2014 | Santander (España)       | Medalla de plata  | 49er FX |
| 2015 | Buenos Aires (Argentina) | Medalla de bronce | 49er FX |
| 2019 | Auckland (Nueva Zelanda) | Medalla de bronce | 49er FX |
| Campeonato Europeo |                          |                   |         |
| Año | Lugar                    | Medalla           | Clase   |
| 2013 | Aarhus (Dinamarca)       | Medalla de oro    | 49er FX |
| 2014 | Helsinki (Finlandia)     | Medalla de oro    | 49er FX |